# Paolo Di Canio
Paolo Di Canio (Rome, 9 juli 1968) is een voormalig Italiaans voetballer en voetbaltrainer. Hij is tegelijk een gewaardeerd en erg omstreden figuur, die zowel een uitzonderlijke fairplayprijs pakte (in 2001) als een maandenlange schorsing opliep wegens agressie tegenover een scheidsrechter (1998). Zowel op als naast het veld kreeg hij veel tegenwind door het etaleren van zijn fascistische sympathieën: in 2016 werd hij na nog geen maand ontslagen als tv-analist omdat hij via een tatoeage Benito Mussolini verheerlijkte.

## Spelerscarrière
Paolo heeft een afwisselende carrière gehad, waarin hij verschillende prijzen heeft gewonnen en geselecteerd is geweest voor de nationale ploeg, maar waarin hij ook een onderwerp van controverse is geweest, zoals na het aanvallen van een scheidsrechter tijdens een wedstrijd, en recent is hij beschuldigd van het meermalig maken van een fascistisch gebaar om de zege van zijn team te vieren, onder andere in de Romeinse derby tegen AS Roma. Hij is ook bekend als direct en vurig, en voor zijn flair op en naast het veld. Ook staat hij erom bekend een lid van de ultras (SS Lazio's Irriducibili) te zijn geweest in zijn jeugd, wat redelijk ongewoon is bij profspelers.
In 1985 tekende hij voor Lazio, en bleef er tot 1990, toen hij naar topclub Juventus verhuisde. Daar speelde hij tot 1993, de daaropvolgende seizoenen speelde hij voor Napoli en dan AC Milan. In 1996 ging hij naar Celtic in Schotland en na dit succesvol seizoen in Glasgow (15 doelpunten in 37 wedstrijden) trok hij naar Sheffield Wednesday en ging spelen in de Premier League.
In Engeland blijft hij herinnerd door een incident op het veld in 1998, waar hij scheidsrechter Paul Alcock omver duwde, toen hij tijdens een wedstrijd van Sheffield tegen Arsenal van het veld werd gestuurd. In januari 1999 tekende hij bij West Ham United en hielp hen een hoge eindpositie (vijfde) en een ticket voor de UEFA Cup te behalen. Hij scoorde de BBC Goal of the Season in 2000, met een prachtige volley tegen Wimbledon, een doelpunt dat nog steeds als een van de mooiste in de geschiedenis van de Premier League wordt gezien. In dat seizoen werd hij ook als Hammer of the Year verkozen door de fans van de club.
In 2001 won hij de FIFA Fair Play award. De december daarvoor had hij in een wedstrijd tegen Everton getuigd van grote sportiviteit toen hij een open doelkans onbenut liet en in de plaats daarvan de bal opraapte omdat Paul Gerrard, de doelman van Everton, geblesseerd op de grond lag. FIFA beschreef de actie als een "een speciale handeling van goede sportiviteit". Hij bleef bij West Ham United tot 2003 en na hun degradatie tekende hij bij Charlton Athletic. In 2004 keerde hij terug naar zijn thuisclub, Lazio, waar hij in de Romeinse derby scoorde, net als vijftien jaar eerder. In de zomer van 2006 trok hij naar Cisco Roma, in de Serie C2. Hier speelde hij tot en met het seizoen 2007/2008.
Op 10 maart 2008 kondigde Di Canio aan een punt te zetten achter zijn carrière als professioneel voetballer. Hij had al langer veel last van blessureleed en kon het seizoen niet meer afmaken.

## Trainerscarrière
Di Canio was bij zijn afscheid voornemens een trainersdiploma te halen om zo uiteindelijk professioneel trainer te worden. In een interview gaf hij aan dat zijn grootste droom was ooit trainer te worden van zijn voormalige club West Ham United. Vanaf seizoen 2011/12 was hij trainer van de toenmalige Engelse vierdeklasser Swindon Town. Op 18 februari 2013 nam hij echter ontslag, terwijl hij net gepromoveerd was met Swindon Town. Tevens brak hij op donderdag 21 februari 2013 in bij Swindon Town om nog enkele zaken mee te nemen.
Op 31 maart 2013 maakte Sunderland bekend dat Di Canio een contract van twee en een half jaar bij de club had ondertekend. Na een slechte start van het seizoen 2013/14 werd hij eind september ontslagen bij Sunderland en vervangen door de voormalig Uruguayaans international Gustavo Poyet.

## Loopbaan als speler
- 1985/86 SS Lazio
- 1986/87 Ternana
- 1987/90 SS Lazio
- 1990/93 Juventus
- 1993/94 Napoli
- 1994/96 AC Milan
- 1996/97 Celtic
- 1997/98 Sheffield Wednesday
- 1998/03 West Ham United
- 2003/04 Charlton Athletic
- 2004/06 SS Lazio
- 2006/08 Cisco Roma

## Erelijst
Als speler
 Juventus
- UEFA Cup: 1992/93

 AC Milan
- Serie A: 1995/96
- Europese Supercup: 1994

 West Ham United
- UEFA Intertoto Cup: 1999

Individueel als speler
- PFA Scotland Players' Player of the Year: 1996/97
- Sheffield Wednesday Player of the Year: 1998
- Hammer of the Year: 2000
- BBC Goal of the Season: 1999–2000
- FIFA Fair Play Award: 2001

Als trainer
 Swindon Town
- Football League Two: 2011/12

Individueel als trainer
- LMA League Two Manager of the Year: 2012
- Football League Two Manager of the Month: februari 2012